# Aline Cavalcante
Aline Cavalcante (Aracaju) é cicloativista, empreendedora social e jornalista, sendo notável pela participação no documentário Bike vs Cars e pelas iniciativas no qual se participou como fundadora, incluindo-se a Ciclocidade e a Coalização Clima e Mobilidade. Pela postura adversarial em relação aos carros, foi considerada umas das 5 maiores visionárias urbanas em 2018 segundo a revista Americas Quarterly.